# Ourizona
Ourizona is een gemeente in de Braziliaanse deelstaat Paraná. De gemeente telt 3.380 inwoners (schatting 2009).

## Aangrenzende gemeenten
De gemeente grenst aan Doutor Camargo, Mandaguaçu, Paiçandu, São Jorge do Ivaí en Terra Boa.